# Sant Domènec de Perpinyà
Sant Domènec de Perpinyà, també anomenat sovint amb la forma castellanitzada de Sant Domingo, era la capella (i, per extensió, del convent mateix) de la seu de l'Orde dels predicadors (dominics) de la ciutat de Perpinyà, a la comarca del Rosselló, de la Catalunya del Nord.
És al barri de Sant Jaume, però a l'extrem de ponent, ran mateix del de Sant Joan, i a prop de l'església actualment catedral de Sant Joan Baptista. L'espai del convent està delimitat pels carrers del Bastió de Sant Domènec, de François Rabelais, de l'Acadèmia, de Sant Francesc de Paula i la plaça de la Revolució Francesa (antigament plaça de Sant Domènec), on hi havia l'entrada principal: el carrer que dona a aquesta plaça venint de la catedral és el carrer de la Revolució Francesa, que antigament es coneixia com a carrer dels Jacobins (denominació francesa dels dominics) o carrer de Sant Domènec. Al costat nord-oest del conjunt monàstic hi havia hagut el Bastió de Sant Domènec, ara desaparegut.

## Història
El convent de Sant Domènec fou fundat per Jaume I el 1242, en el lloc on hi havia una antiga leproseria. Es tractava d'un convent amb una extensió considerable, cosa que en bona part explica que a partir de la caiguda de l'Antic Règim s'aprofités el conjunt de les seves instal·lacions per a finalitats militars. Fou seu de la Inquisició (una de les principals dedicacions dels dominicans al llarg de l'edat mitjana i de la Moderna), que hi tenia les seves presons, però durant molt de temps fou un conjunt d'edificis inútils i mal mantinguts.

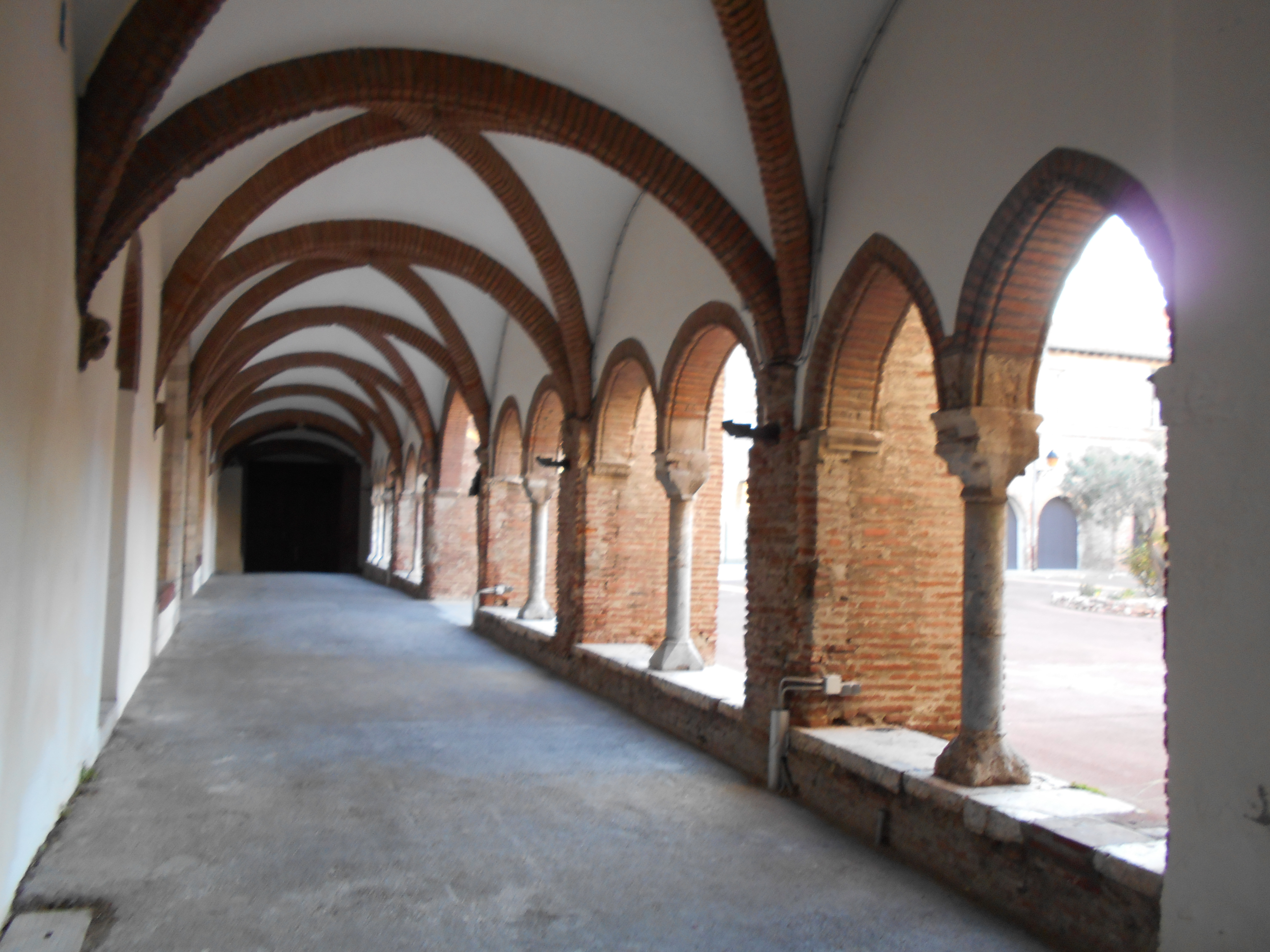
Ala oriental del claustre de Sant Domènec

El 1560 la pesta esdevingué un dels malsons de la vila de Perpinyà. Els frares predicadors tingueren un paper rellevant en la mobilització ciutadana per a demanar la intercessió divina en la seva curació. Així, el 29 de gener del 1561 els frares de Sant Domènec van portar en processó la Mare de Déu del Rosari i, duta personalment pel prior dominicà, la relíquia del braç de sant Joan. La missa s'havia de celebrar a l'església de Sant Domènec, amb prèdica del superior dominicà, però en la continuació de la processó es desvetllaren els problemes entre els canonges de Sant Joan Baptista i els dominicans de Sant Domènec: el prior d'aquests darrers volgué encapçalar la processó, al costat del domer de Sant Joan, cosa que va provocar un fort desordre, amb enfrontaments entre les dues comunitats. La processó continuà, però en arribar a les envistes de l'església de Sant Domènec, els seus monjos emprengueren cap a la seva església, mentre que els canonges i els preveres regulars van continuar cap a Sant Joan, acompanyats dels cònsols de la vila i del poble. A continuació, se celebrà a Sant Joan Baptista la missa solemne, mentre que els dominicans es congregaren a la seva església per tal de celebrar ells també un ofici solemne. El poble, amb els cònsols al davant, referen el camí cap a Sant Domènec en entendre que la missa oficial acordada era la de l'església dels frares predicadors. Hi ha constància que el convent dels dominics sofrí en gran manera els efectes de la pesta, fins al punt que els monjos romangueren reclosos molt de temps, sense deixar entrar ningú en el recinte del convent.

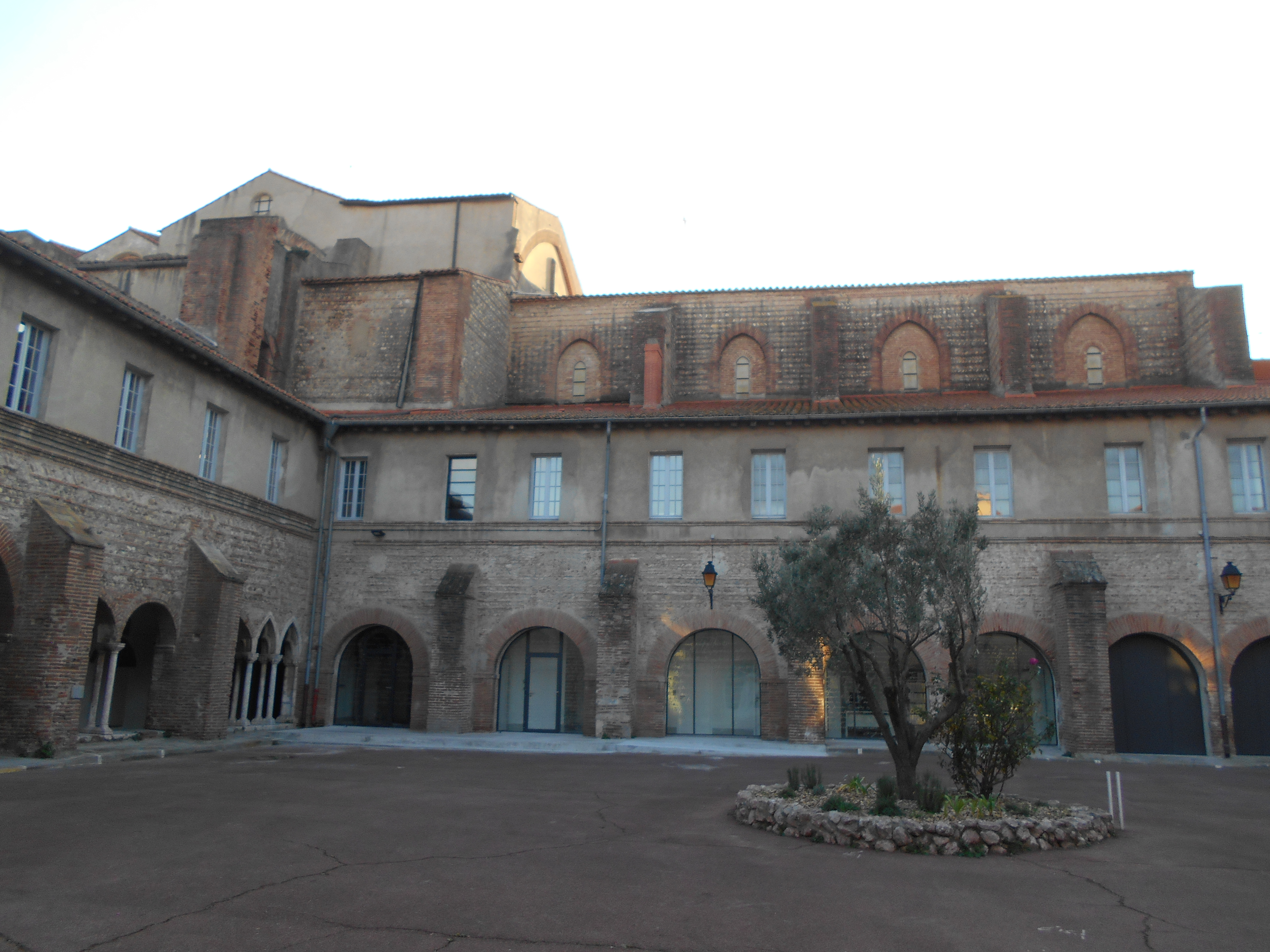
Claustre, església de Sant Domènec al fons i Arxius Municipals de Perpinyà a l'ala sud del claustre

Encara la mateixa passa de la malaltia suscità un segon fet on es va veure embolicat el convent de Sant Domènec: el juliol del mateix 1561 la vila de Perpinyà decidí enviar una expedició de dos peregrins a Sant Jaume de Galícia per tal de demanar la intercessió de l'apòstol. Un d'ells era un frare dominicà. Aquest mal frare, segons les cròniques del seu temps, abandonà el seu company de pelegrinatge, el qual va tornar sol a Perpinyà després d'haver fet el pelegrinatge. El seu retorn fou una setmana després d'una gran processó per donar gràcies pel fet que la passa de la pesta havia acabat. Cal dir, però, que la pesta tornà a Perpinyà almenys dues vegades més encara durant el segle XVI: el 1564 i el 1592, tot i que la causà més quantitat de defuncions encara havia d'arribar: fou el 1631-1632.
Amb la caiguda de l'Antic Règim, els dominicans foren desposseïts d'aquestes instal·lacions, que foren destinades a usos militars, sobretot burocràtics i de magatzems d'aprovisionaments militars. L'església mateixa va actuar molt de temps de magatzem.

## L'edifici
Del conjunt monàstic de Sant Domènec roman dempeus la gran església conventual de Sant Domènec, gòtica, el claustre, del segle xvi, la capella capitular i la capella de Sant Jordi, en part malmesa. La resta d'edificis conventuals foren transformats en casernes, escola i altres dependències militars. L'església, que data de finals del segle xv, és una edifici del gòtic final, amb elements de transició cap al renaixement sobretot a l'ornamentació escultòrica dels capitells del claustre conservat, un dels dos que tenia el convent. També s'ha conservat la capella de Santa Maria. Des de finals del 2016 el claustre del monestir alberga els Arxius Municipals de Perpinyà.